# Rolls-Royce Trent 1000
El Rolls-Royce Trent 1000 es un motor turbofán, desarrollado de las primeras series de motores Trent. El Trent 1000 motoriza al Boeing 787 en sus vuelos.

## Diseño y desarrollo
El 6 de abril de 2004 Boeing anunció que había elegido dos constructores de motores para su nuevo 787: Rolls-Royce y General Electric. Inicialmente, Boeing consideró la idea de contar con un solo fabricante de motores para el 787, con GE tratándose del principal candidato. Sin embargo, los potenciales compradores exigieron a Boeing poder elegir y esta se plegó a sus deseos. Por primera vez en la aviación comercial, ambos tipos de motores tendrían un controlador común con el avión, permitiendo a cualquier 787 poder alternar entre los motores GE o Rolls-Royce en cualquier momento puesto que el anclaje está también modificado.
Como con las primeras variantes de la familia Trent, Rolls se enfrentó a un cierto riesgo y a los beneficios esperados por los participantes en el programa Trent 1000. En ese momento había seis participantes: Kawasaki Heavy Industries (módulo del compresor intermedio), Mitsubishi Heavy Industries (carburador y álabes de la turbina de baja presión), Industria de Turbo Propulsores (turbina de baja presión), Carlton Forge Works (cavidad del fan), Hamilton Sundstrand (caja de engranajes) y Goodrich Corporation (sistema de control de motor). A pesar de todo, estos participantes tienen un 35 por ciento de participación en el proyecto.
En junio de 2004, la primera selección pública del motor tuvo lugar gracias a Air New Zealand quien eligió el Trent 1000 para sus dos pedidos. En el mayor pedido de 787, efectuado por la japonesa All Nippon Airways, Rolls-Royce fue elegida como el suministrador de motores el 13 de octubre de 2004. El pedido está valorado en mil millones de dólares (560 millones de libras) y supone treinta 787-3 y veinte 787-8. El Trent 1000 será el motor de lanzamiento de los tres modelos previstos actualmente del 787, el -3 y el -8 con ANA y el -9 con Air New Zealand. El 7 de julio de 2007, Rolls Royce se hizo con el poder del mayor pedido jamás efectuado por una compañía de alquiler de aeronaves cuando ILFC efectuó un pedido valorado en 1.300 millones de dólares a precio de catálogo del Trent 1000 para motorizar a sus cuarenta 787 que tenía pedidos, y el 27 de septiembre de 2007 British Airways anunció la selección del Trent 1000 para motorizar a sus veinticuatro Boeing 787. El porcentaje de mercado de motores del 787 para el Trent 1000 alcanzaba el 40% a finales de agosto de 2008.
El primer arrancado del Trent 1000 fue el 14 de febrero de 2006, con su primer vuelo en el avión de pruebas de Rolls-Royce (un Boeing 747-200 modificado) efectuado satisfactoriamente el 18 de junio de 2007 desde el aeropuerto TSTC en Waco, Texas. El motor recibió la certificación conjunta de la FAA y la EASA el 7 de agosto de 2007 (7-8-7 en el Reino Unido). Su entrada en servicio ha sido retrasada de hace dos años al primer trimestre de 2010 debido a una serie de retrasos del programa Boeing 787.
La familia Trent 1000 hace un amplio uso de la tecnología derivada del demostrador Trent 8104. Con el fin de acatar los requisitos de Boeing de un motor "más eléctrico", el Trent 1000 es un diseño de bajo consumo, con presión de potencia intermedia en lugar de ser de alta presión como en otros miembros de la familia. Un fan de 2,8 metros de diámetro, con un difusor de pequeño diámetro para ayudar a aumentar el flujo de aire, fue diseñado. El ratio de paso fue incrementado respecto a las variantes previas con un ajuste del flujo del núcleo. Un alto ratio de presión junto con mejoras en la eficiencia de contrarrotación de presión alta e intermedia, y el uso de más partes indivisibles ayuda a reducir los costes de mantenimiento.

## Variantes
| Designacición | Certificado    | Empuje en despegue | Notas |
| ------------- | -------------- | ------------------ | ----- |
| Trent 1000-A  | agosto de 2007 | 31 414 kgf         |       |
| Trent 1000-C  | agosto de 2007 | 33 828 kgf         |       |
| Trent 1000-D  | agosto de 2007 | 33 824 kgf         |       |
| Trent 1000-E  | agosto de 2007 | 28 268 kgf         |       |
| Trent 1000-G  | agosto de 2007 | 32 718 kgf         |       |
| Trent 1000-H  | agosto de 2007 | 29 009 kgf         |       |
| Trent 1000-Z  | agosto de 2007 | 35 333 kgf         |       |

## Especificaciones (Trent 1000)
- Tipo: Motor turbofán de alta derivación de tres ejes (11-10,8:1)
- Longitud: 4,75 m[8]
- Diámetro: 2,85 m (Fan)
- Peso: 5765 kg[8]
- Compresor: Una etapa de baja presión, ocho de presión intermedia y seis de alta presión.
- Turbina: Una etapa de alta presión, una etapa de presión intermedia y seis etapas de baja presión.
- Compresión: 52:1 (en techo de vuelo)
- Empuje: 24 000-34 000 kgf (240-330 kN) (a ISA+15C) (empuje en despegue)
- Flujo de masa de aire: 1290 kg por segundo

## Problemas con los motores Trent 1000
En algunos aviones Boeing 787 Dreamliner se detectó corrosión prematura en los álabes, un problema no tan nuevo y que supone una fuerte tensión para las aerolíneas. Los problemas de confiabilidad en los motores, que afectan aproximadamente una cuarta parte de la flota mundial de 787, surgieron por primera vez en 2016, y se intensificaron en diciembre de 2017 cuando los aviones de Air New Zealand sufrieron incidentes en vuelo con pocos días de diferencia. Los problemas se centran en la frecuencia resonante, que podría generar fatiga y la eventual rotura de los álabes.
Se estima que RR podría tardar hasta cuatro años en actualizar los 383 motores afectados con componentes rediseñados. Rolls-Royce asegura que la concentración de sus ingenieros se basa únicamente en los motores Trent 1000 Package C, descartando afectaciones en modelos similares como el Trent 1000 Package B y el de nueva generación Trent 1000 TEN, también instalados en los Boeing 787.
La Administración Federal de Aviación (FAA) estadounidense, limitó en abril de 2018 las operaciones ETOPS de aviones impulsados por estos motores, rebajándola de 330 minutos a 140 minutos del aeropuerto alternativo más cercano, lo que supone una degradación importante para las operaciones transoceánicas.
Finalmente, Boeing comisionó a un alto directivo suyo la tarea de ir a trabajar a Rolls-Royce para ayudar a resolver los crecientes problemas del motor que causaron la salida de servicio de docenas de 787 Dreamliners. A fines de mayo de 2018 continuaban en tierra más de treinta 787 Dreamliner por reparación en los motores Rolls-Royce.